# Mariehamn
Mariehamn (finski: Maarianhamina) je glavni grad finskoga teritorija Alandskih otoka.
Tu je nastanjeno pola stanovništva teritorija. Grad pripada švedskom govornom području, jer švedski govori 91% stanovništva.
Grad je 1861. nazvan po ženi ruskog cara Aleksandra II., Marie.